# (4779) Whitley
(4779) Whitley – planetoida z grupy pasa głównego asteroid okrążająca Słońce w ciągu 5,69 lat w średniej odległości 3,19 j.a. Odkryli ją Edward Bowell i Archibald Warnock 6 grudnia 1978 roku w Obserwatorium Palomar. Nazwa planetoidy upamiętnia Keitha Whitleya (1958–1989), amerykańskiego piosenkarza country, który zginął tragicznie u szczytu kariery.